# Дергаево (Раменский район)
Дергаево — деревня в Раменском районе Московской области. Входит в Городское поселение Раменское. Население — 2254 чел. (2019).
Расположена на северной окраине города Раменское.

## История
Впервые упоминается в книге Приказа Большого Дворца в начале XVII века как деревня Бакино, Дергаево тож. В переписной книге 1646 года в составе деревни Дергаево, Бакино тож указывается 9 крестьянских дворов и 1 двор пуст, житель которого бежал. В XVIII—XIX веках деревня становится крупнейшей в Бронницком уезде. В 1760-х в ней числятся 70 дворов, 467 жителей, в 1852 году — 139 дворов и 1 187 жителей, в 1876 году — 1 468 жителей. В 1899 году 2 050 жителей. Большинство жителей в конце XIX века — работало на фабрике Малютиных.
До 1710 года входила в дворцовую Раменскую волость.
В 1710 году пожалована в поместье Ивану Алексеевичу Мусину-Пушкину.
С 1729 года деревней владел Платон Иванович Мусин-Пушкин. В 1740 году возвращена в Государственное владение. В 1747 году пожалована Алексею Петровичу Бестужеву-Рюмину. В 1768 году перешла к его племяннику Михаилу Никитичу Волконскому. С 1788 года принадлежала Павлу Михайловичу Волконскому. С 1808 года деревня принадлежала его сестре — Анне Михайловне, замужем за Александром Александровичем Прозоровским. С 1824 года деревней владела Анна Александровна Прозоровская, замужем за Фёдором Сергеевичем Голицыным. С 1852 года и до отмены крепостного права деревней владел Александр Фёдорович Прозоровский-Голицын.
Население деревни в 1924 году — 2 235 жителей.
На 1993 год — 1 304 жителей. Часть деревни включена в состав города Раменское.

## Население
| 1926  | 2002  | 2010  | 2014  | 2015  | 2016  | 2017  |
| ----- | ----- | ----- | ----- | ----- | ----- | ----- |
| 2427  | ↘1181 | ↗1996 | ↗2147 | ↘2137 | ↗2169 | ↗2217 |
| 2018  | 2019  |       |       |       |       |       |
| ↗2254 | →2254 |       |       |       |       |       |